# عرفان افراز
عرفان افراز (زادهٔ ۱۰ اردیبهشت ۱۳۷۸ در بهبهان) بازیکن فوتبال ایرانی است که در پست مهاجم برای باشگاه فوتبال نفت و گاز گچساران در لیگ آزادگان بازی می‌کند.

## باشگاهی

### لیگ برتر
عرفان افراز سابقه حضور در لیگ برتر خلیج فارس همراه تیم‌های فوتبال گسترش فولاد تبریز، ماشین‌سازی تبریز، گل‌گهر سیرجان و فجر سپاسی را نیز در کارنامه خود دارد.